# Аксу (Кокпектинський район)
Аксу́ (каз. Ақсу) — село у складі Кокпектинського району Абайської області Казахстану. Входить до складу Тассайського сільського округу.
Населення — 44 особи (2021; 133 у 2009, 222 у 1999, 332 у 1989).
Національний склад станом на 1989 рік:
- казахи — 100 %

У радянські часи називалось також Ферма № 4 совхоза Більшовик.